# Hegelochos (Admiral)
Hegelochos (altgriechisch Ἑγέλοχος Hegélochos; † 331 v. Chr.), Sohn des Hippostratos, war ein makedonischer Flottenkommandant (nauarchos) und Feldherr Alexanders des Großen, gegen den er eine Verschwörung geplant haben soll.

## Leben
Hegelochos wird auf dem Asienfeldzug erstmals in der Schlacht am Granikos 334 v. Chr. genannt. Nachdem Alexander 333 v. Chr. das zentralanatolische Gordion verlassen hatte, um weiter in den Osten zu ziehen, beauftragte er Hegelochos und Amphoteros, an den Hellespont zurückzukehren, um dort eine Flotte zu bauen, mit der die Ägäis unter Kontrolle gebracht werden sollte. Im folgenden Jahr konnte die persische Flotte unter Pharnabazos und Autophradates in die Defensive gedrängt und nacheinander Mytilene, Tenedos und Chios eingenommen werden. Im Winter 332/331 v. Chr. erreichte Hegelochos mit der Flotte Ägypten, wo er sich wieder dem Landheer Alexanders anschloss. Das Kommando über die Flotte übernahm Amphoteros.
Letztmals wird Hegelochos als Anführer einer Ile (ilarchos) der Hetairenreiterei unter Philotas in der Schlacht bei Gaugamela 331 v. Chr. genannt. Vermutlich wurde er in dieser Schlacht getötet oder bei einem Gefecht kurz darauf, da ihn der Historiker Curtius Rufus für die Ereignisse des Jahres 330 v. Chr. bereit als im Kampf gefallen bezeichnet.

## Herkunft
Bei Arrian wird Hegelochos mit dem Vaternamen (Patronym) „Hippostratos“ genannt.
Aus der Zeit von der Mitte bis zum Ende des 4. vorchristlichen Jahrhunderts sind aus Makedonien nur zwei Personen des Namens Hippostratos überliefert. In einem Fragment des Marsyas wird ein Hippostratos genannt, der ein Sohn des Amyntas war und in der Kampagne König Philipps II. gegen die Illyrer (344/343 v. Chr.) fiel. In einem Fragment des Satyros von Kallatis wird ein weiterer Hippostratos genannt, der ein Bruder der Kleopatra, der letzten Ehefrau Philipps II., und damit auch Neffe des Attalos gewesen war. In der jüngeren Geschichtsforschung ist kontrovers diskutiert worden, inwieweit der Vater des Hegelochos mit einem der beiden überlieferten Personen identisch gewesen sein könnte, zumal der familiäre Hintergrund des Hegelochos ein ausschlaggebendes Motiv für seine mögliche Konspiration gegen Alexander gewesen sein könnte.
Kleopatra wurde unmittelbar nach der Ermordung König Philipps II. 336 v. Chr. zusammen mit ihrer gemeinsamen Tochter Europa von Olympias ermordet, weil sie als potentielle Thronkonkurrenten Alexanders betrachtet wurden. Wenig später ließ dieser auch Kleopatras Onkel Attalos beseitigen. Falls Hegelochos der Neffe Kleopatras war, hätte auch sein Leben im Jahr 336 v. Chr. in höchster Gefahr geschwebt haben müssen, seine anschließende Karriere unter Alexander steht allerdings im Widerspruch dazu. Schon Felix Stähelin bemerkte, sich auf Iustinus berufend, dass Hegelochos kein Neffe der Kleopatra gewesen sein kann, da Alexander alle Verwandten seiner Stiefmutter umbringen ließ. Dabei wird heute aber oft darauf verwiesen, dass Iustinus ein generell negatives Bild von Alexander überliefert hat und dass eine Verwandtschaft zu einem seiner Rivalen nicht zwangsläufig den eigenen Tod als Konsequenz gehabt haben muss. Aber auch Karl Julius Beloch lehnt eine Verbindung des Hegelochos zu Kleopatra ab, da er als ihr Neffe im Jahr 331 v. Chr. viel zu jung gewesen sein müsse, um mit dem Kommando über eine Abteilung der Hetairen betraut zu werden.
Waldemar Heckel hingegen hält die Verwandtschaft des Hegelochos zu Kleopatra für möglich, indem er die von Marsyas und Satyros überlieferten Patronyme als eine Person identifiziert. Demnach wäre Hegelochos vor dem Jahr 344/343 v. Chr. geboren worden, in dem sein Vater Hippostratos gegen die Illyrer gefallen ist. Sein Großvater Amyntas, der ein Bruder oder Schwager des Attalos gewesen sein muss, aber hätte seinen eigenen Sohn überlebt und um das Jahr 353 v. Chr. mit Kleopatra ein spätes Kind bekommen. Hegelochos wäre damit mehr als zehn Jahre älter als seine Tante gewesen.

## Die Verschwörung
Im Jahr 330 v. Chr. wurde der Feldherr Philotas im Zusammenhang der Dimnos-Verschwörung des Hochverrats an Alexander angeklagt. Bei seiner anschließenden Folterung gestand er den Verrat und belastete zugleich auch seinen Vater, den Generalissimus Parmenion, in die Verschwörung verwickelt zu sein. Weiterhin gab er über eine weitere Konspiration Auskunft, in der sein Vater eine Rolle gespielt habe.
So sei in Ägypten des Winters 332/331 v. Chr. Hegelochos an Parmenion herangetreten, um ihn für ein Attentat auf Alexander zu gewinnen. Als Motiv dazu nannte Philotas einen allgemeinen Unmut unter den Makedonen, nachdem sich Alexander in Siwa zum Sohn des Gottes Zeus-Amun erklären ließ und sich damit selbst in einen göttlichen Stand versetzte. Demnach wäre Hegelochos als ein Vertreter der alten konservativen Militärkaste hervorgetreten, die der zunehmenden Orientalisierung des Heeres und den von Alexander angeeigneten orientalischen Attitüden ablehnend gegenüberstand. Parmenion habe damals das Ansinnen des Hegelochos letztlich zurückgewiesen, allerdings nicht wegen einer unbedingten Treue zu Alexander, sondern weil er es als nicht ratsam betrachtet habe, den König der Makedonen zu beseitigen, solange der Todfeind aller, nämlich Dareios III., noch lebe.
Inwiefern das Hegelochos-Komplott tatsächlich stattgefunden hatte oder dies von Philotas unter den Qualen der Folter konstruiert wurde, bleibt umstritten. Wie auch überhaupt seine Geständnisse bezüglich seines Vaters zu hinterfragen sind, da sie einzig von Curtius Rufus überliefert wurden und bei keinem der anderen Autoren bestätigt werden.